# Bertil Lindblad
Bertil Lindblad (Örebro, 26 de noviembre de 1895 – Saltsjöbaden, (a las afueras de Estocolmo) 25 de junio de 1965) fue un astrónomo sueco.

## Semblanza
Tras finalizar su educación secundaria en Örebro högre allmänna läroverk, Lindblad se matriculó en la Universidad de Upsala en 1914. Recibió su grado de filosofie magister en 1917 y su grado de filosofie licentiat en 1918. Completó su doctorado y se convirtió en docente de la universidad en 1920. Desde 1927 fue catedrático y astrónomo de la Real Academia de las Ciencias de Suecia y director del Observatorio de Estocolmo. Fue responsable del traslado del observatorio del antiguo edificio en el centro de Estocolmo a un nuevo complejo en el Observatorio de Saltsjöbaden que fue inaugurado en 1931.
Lindblad estudió la teoría de la rotación de las galaxias. Haciendo observaciones cuidadosas de los movimientos aparentes de las estrellas fue capaz de estudiar la rotación de la Vía Láctea. Dedujo que la velocidad de rotación de las estrellas en torno al centro galáctico en las partes externas de la galaxia, donde se encuentra el Sol, decrece con la distancia a dicho centro. Dicha deducción fue confirmada por Jan Oort en 1927.
Un tipo particular de resonancias de discos estelares o gaseosos en rotación llevan el nombre de resonancias de Lindblad.
Su hijo  Per-Olof Lindblad también se hizo astrónomo.

## Honores
Premios
- Medalla de oro de la Real Sociedad Astronómica (1948)
- Bruce Medal (1954)

Epónimos
- El cráter Lindblad en la Luna[1]
- El asteroide (1448) Lindbladia